# Suezichthys russelli
Suezichthys russelli är en fiskart som beskrevs av Randall, 1981. Suezichthys russelli ingår i släktet Suezichthys och familjen läppfiskar. IUCN kategoriserar arten globalt som otillräckligt studerad. Inga underarter finns listade i Catalogue of Life.